# Campionat d'Europa de keirin femení
El Campionat d'Europa de keirin femení és el campionat d'Europa de Keirin, en categoria femenina, organitzat anualment per la UEC. Es porten disputant des del 2010 dins els Campionats d'Europa de ciclisme en pista.

## Pòdiums dels Guanyadors
| Proves | Or                       | Plata                     | Bronze                    |
| 2010   | Olga Panarina (BLR)      | Simona Krupeckaitė (LTU)  | Liubov Xulika (UKR)       |
| 2011   | Victoria Pendleton (GBR) | Clara Sanchez (FRA)       | Sandie Clair (FRA)        |
| 2012   | Simona Krupeckaitė (LTU) | Iekaterina Gnidenko (RUS) | Elena Brezhniva (RUS)     |
| 2013   | Elis Ligtlee (NED)       | Kristina Vogel (GER)      | Virginie Cueff (FRA)      |
| 2014   | Kristina Vogel (GER)     | Elena Brezhniva (RUS)     | Shanne Braspennincx (NED) |
| 2015   | Elis Ligtlee (NED)       | Virginie Cueff (FRA)      | Iekaterina Gnidenko (RUS) |
| 2016   | Liubov Bassova (UKR)     | Nicky Degrendele (BEL)    | Simona Krupeckaitė (LTU)  |
| 2017   | Kristina Vogel (GER)     | Simona Krupeckaitė (LTU)  | Liubov Bassova (UKR)      |